# Lúcio Júlio Libão
Lúcio Júlio Libão (em latim: Lucius Iulius Libo) foi um político da gente Júlia da República Romana eleito cônsul em 267 a.C. com Marco Atílio Régulo. Lúcio Júlio Libão era filho de Lúcio Júlio Libão, e este era descendente, através de três gerações cujos nomes são desconhecidos do tribuno militar Lúcio Júlio Julo, um neto do cônsul em 447 a.C., Caio Júlio Julo. Era também pai ou avô de Numério Júlio César, ancestral de Júlio César, o ditador.

## Consulado (267 a.C.)
Foi eleito cônsul em 267 a.C. com Marco Atílio Régulo três anos antes da Primeira Guerra Púnica. Segundo Eutrópio, que o chama de "Lúcio Júnio Libão", os dois cônsules conduziram a guerra contra os salentinos na Apúlia e os derrotaram rapidamente. Depois, ambos conquistaram boa parte da região, principalmente a cidade de Brindisi, um importante porto que deu aos romanos o controle da embocadura do Mar Adriático e era o mais próximo da costa da Grécia, o próximo alvo das intenções expansionistas de uma Roma que já estava mirando novos territórios na Planície Padana e na Ilíria.
Por seus sucessos, os dois celebraram juntos um triunfo.

## Família
Lúcio Júlio casou-se com Cecília Metelo Macedônica, filha de Lúcio Cecílio Metelo Denter com Barsine da Macedônia, com quem teve um filho de mesmo nome, Lúcio Júlio Libão, pai de Numério Júlio César. Este, por sua vez, era avô de Sexto Júlio César I, o tataravô de Júlio César.